# Rhynobrissus
Genre
Rhynobrissus est un genre d'oursins irréguliers de la famille des Brissidae (ordre des Spatangoida). Ce genre semble être apparu au début du Miocène, et demeure répandu dans tous les principaux bassins océaniques.

## Caractéristiques
Ce sont des oursins irréguliers dont la bouche et l'anus se sont déplacés de leurs pôles pour former un « avant » et un « arrière ». La bouche se situe donc dans le premier quart de la face orale, et l'anus se trouve à l'opposé, tourné vers l'arrière. La coquille (appelée « test ») s'est également allongée dans ce sens antéro-postérieur.
Ils présentent les caractéristiques suivantes :
- un test ovale avec un ambitus arrondi, sans sulcus antérieur ;
- un disque apical ethmolytique pourvu de quatre gonopores ;
- un ambulacre antérieur étroit et droit ; des paires de pores petites, grossièrement isopores ;
- les autres ambulacres étroits et enfoncés, dont la dernière paire forme un angle de près de 180°, et les postérieurs ne divergeant que peu. Les paires de pores des séries internes (adaxiales) sont très réduites adapicalement comparé à celles des colonnes externes ;
- un périprocte large, situé sur une face arrière verticale et tronquée, et tourné vers le haut ;
- un péristome plus large que long, en forme de haricot ;
- une plaque labrale très courte et large ne s'étend pas au-delà de la première plaque ambulacraire ;
- un plastron parallèle aux sutures courbes des plaques 2a, 2b et 3a, 3b ; ces deux dernières étant effilées postérieurement ;
- des interambulacres 1 et 3 ne semblant ne jamais atteindre le péristome ;
- des tubercules et des radioles du fasciole entourant les pétales ne sont pas élargis ;
- un fasciole subanal et un fasciole entourant les pétales bien développés ; le subanal en forme de bouclier et pourvu de branches anales[2].

## Liste des espèces
Selon World Register of Marine Species (11 septembre 2020) :
- Rhynobrissus cuneus Cooke, 1957 -- Caroline du Nord
- Rhynobrissus daviesi (Jain, 2002) †
- Rhynobrissus hemiasteroides A. Agassiz, 1879 -- Tahiti, Hawaii, Australie
- Rhynobrissus macropetalus H.L. Clark, 1938 -- Australie
- Rhynobrissus placopetalus A. Agassiz & H.L. Clark, 1907 -- Hawaii
- Rhynobrissus pyramidalis A. Agassiz, 1872 -- Chine, Thaïlande, Singapour, Inde
- Rhynobrissus rostratus Cooke, 1961 †
- Rhynobrissus tumulus McNamara, 1982 -- Barrow island (Nord-ouest de l'Australie)

## Galerie

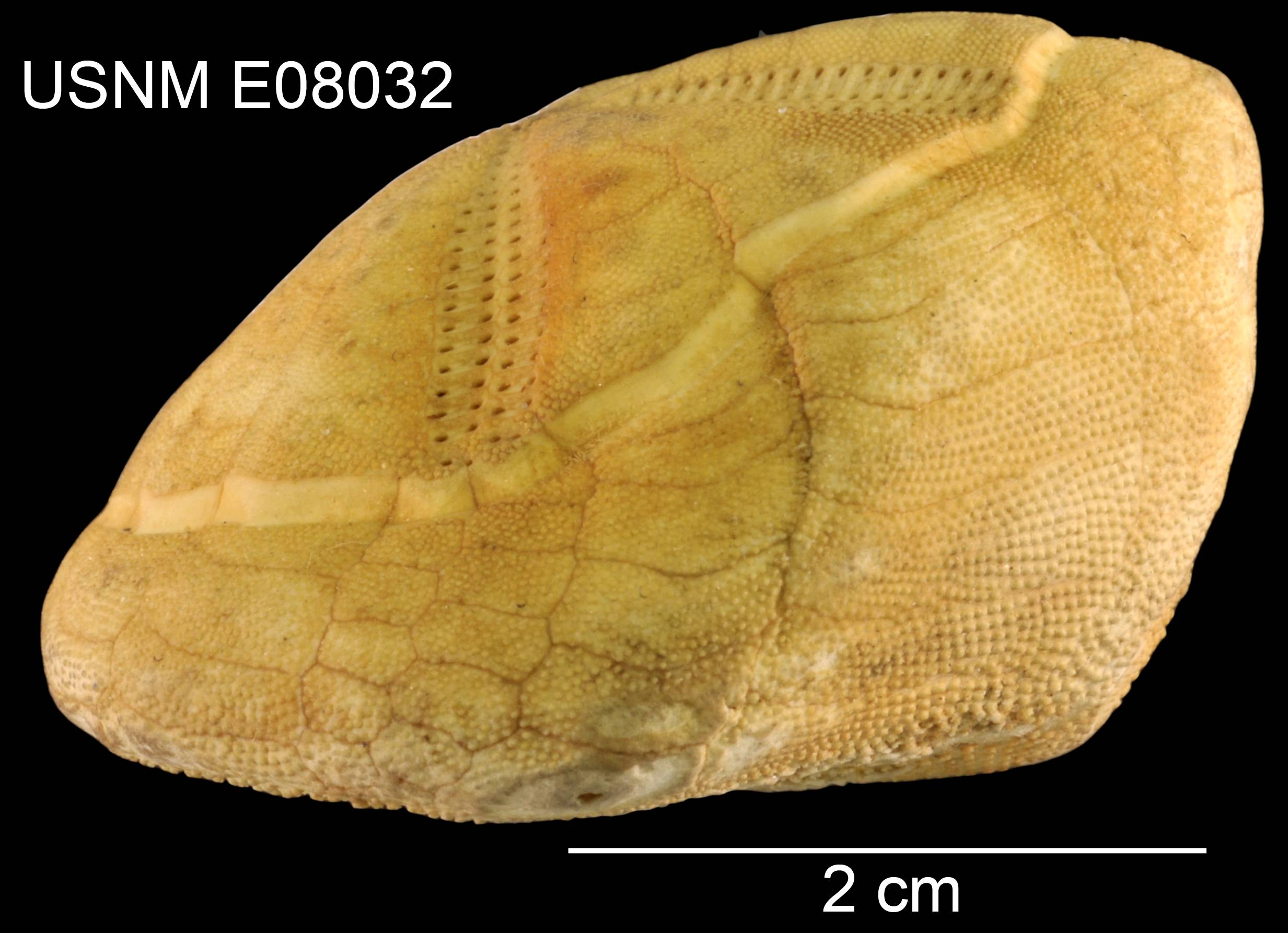
Rhynobrissus cuneus (de profil).
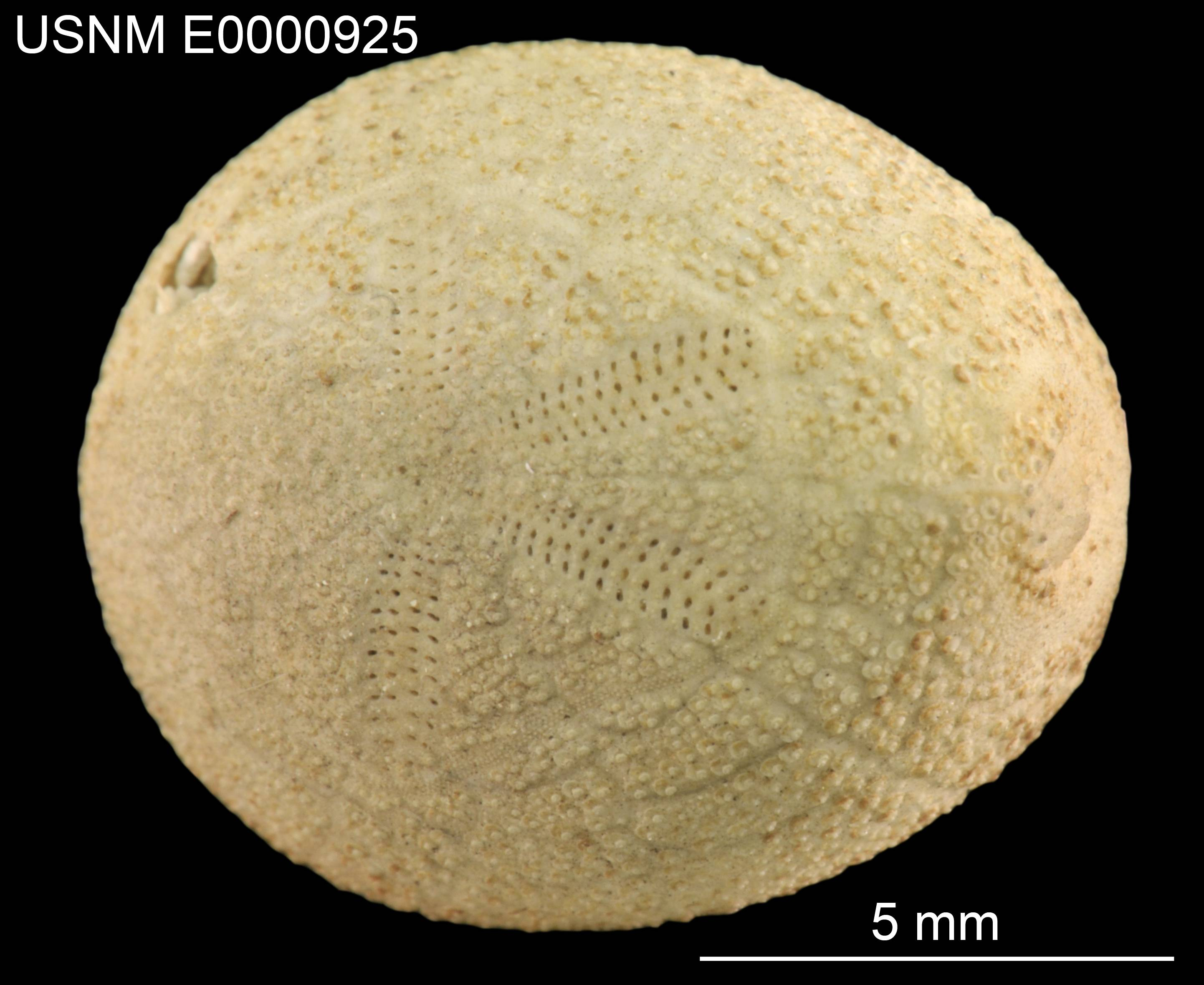
Rhynobrissus placopetalus.